# Nehalem
Nehalem /"where the people live,"/ jedno od plemena Salishan Indijanaca, uže grupe Tillamook, nastanjeni u ranom 19. stoljeću uz rijeku Nehalem, na području današnjeg okruga Tillamook u Oregonu. Većina plemena stradava 1830. od 'uvoznih' bolesti što su ih sa sobom donesli bijeli naseljenici. Godine 1851. preostalo je od Tillamok populacije 28 Nehalem Indijanaca, 83 Tillamooka i 53 Nestucca. 
U suvremeno doba Nehalemi žive u konfederaciji s Clatsopima na svom tradicionalnom području pod imenom  'Clatsop-Nehalem Confederated Tribes' , i nekih 160 registriranih članova.